# Albert Roussel
Albert Charles Paul Marie Roussel (5 de abril, 1869 - 23 de agosto, 1937) foi um compositor francês. Embora Roussel tenha chegado à música em adulto, tornou-se um dos mais proeminentes compositores do período inter-guerra. Os seus primeiros trabalhos foram fortemente influenciados pelo impressionismo de Debussy e Ravel, as suas obras posteriores Neoclássicas.

## Biografia
Albert Roussel nasceu em Tourcoing. O primeiro interesse de Roussel não foi a música, e sim matemática. Ele passou um tempo na Marinha Francesa e em 1889 e 1890 ele serviu em uma fragata. Após sua resignação da Marinha em 1894, ele começou a estudar música seriamente com Eugène Gigout e continuou seus estudou até 1908 no Schola Cantorum (um de seus professores na escola foi Vincent d'Indy). Enquanto ele estudava, ele também lecionou, um de seus estudantes foi o jovem Edgard Varèse. Durante a Primeira Guerra Mundial ele serviu como o motorista de uma ambulância. 
Seus primeiros trabalhos foram influênciados pelo impressionismo, ele eventualmente fundou um estilo pessoal. Roussel também teve interesse no jazz e escreveu uma composição para voz e piano intitulado Jazz Dans la Nuit. Seus trabalhos mais importantes são os balés Le Festin de l'Araignée, Bacchus et Ariane e Aeneas e mais quatro sinfonias. Seus outros trabalhos incluem numerosos balés, suites orquestrais, um concerto para piano, um concertino para orquestra e violoncelo, um sallmo para coral e orquestra, música incidental e para teatro, música de câmara, música para piano solo e canções.
Roussel morreu na cidade de Royan, no oeste da França, em 1937.

## Obras

### Stage
- Aeneas, ballet, Op. 54
- Bacchus et Ariane, ballet in two acts. f.p. Paris Opéra, 22 May 1931, Op. 43
- Le festin de l'araignée, ballet in one act. f.p. 3 April 1913, Op. 17
- Padmâvatî, opera in 2 acts (1913–18, Louis Laloy, after T.-M. Pavie). f.p. Paris Opéra, 1 June 1923, Op. 18
- Sarabande (1927; for the children's ballet L'Éventail de Jeanne, to which ten French composers each contributed a dance)

### Orquestral
- Sinfonietta for String Orchestra, Op. 52
- Suite for Orchestra in F major, Op. 33
- Symphony No. 1 in D minor The Poem of the Forest, Op. 7
- Symphony No. 2 in B-flat major, Op. 23
- Symphony No. 3 in G minor, Op. 42
- Symphony No. 4 in A major, Op. 53

### Concertante
- Cello Concertino, Op. 57
- Piano Concerto in G major, Op. 36

### Vocal/Coral
- Psalm 80 for tenor, choir, and orchestra, Op. 37

### Instrumental/Câmara
- Andante and Scherzo, for flute and piano, Op. 51
- Elpenor for flute and string quartet, Op. 59
- Divertissement for piano and wind quintet, Op. 6
- Joueurs de Flute, flute and piano, Op. 27
- Piano Trio in Eb, Op. 2
- Serenade for flute, string trio, and harp, Op. 30
- Sonatine for Piano, Op. 16
- String Quartet, Op. 45
- String Trio, Op. 58
- Suite for Piano in F-sharp minor, Op. 14
- Trio for Flute, Viola, and Cello, Op. 40
- Violin Sonata No. 1 in D minor, Op. 11
- Violin Sonata No. 2 in A major, Op. 28
- Segovia, for guitar, Op. 29

## Gravações recomendadas
- Symphony No. 3 and Ariadne et Bacchus - Royal Scottish National Orchestra/Stephane Deneve (Naxos Records)
- Symphony No. 3 - New York Philharmonic/Leonard Bernstein (Sony Classical)
- Symphony No. 4 - Philharmonia Orchestra/Herbert von Karajan (EMI)
- Symphony No 2 /Aeneas/ Bacchus /Spider's Feast - ORTF/Jean Martinon(Erato);
- Padmavati (opera)/ London Symphony Orchestra/Jean Martinon (BBC)
- Padmavati/ Marilyn Horne, Nicolai Gedda/ Michel Plasson conducting (EMI)